# LTE (전기통신)

2014년 5월 21일 기준, 전 세계 LTE 서비스중인 나라
LTE 서비스 상용화
LTE 서비스 계획 (LTE망 설치 중)
LTE 서비스 없음, 시험중

롱텀 에볼루션(영어: long-term evolution) 또는 단순히 LTE는 HSDPA에서 한층 업그레이드된 휴대전화 고속 무선 데이터 패킷통신규격이다. HSDPA의 진화된 규격인 HSPA+와 함께 3.9세대 무선통신규격으로 불린다.
3세대 비동기식 이동통신기술 표준화 기구 3GPP(3rd Generation Partnership Project)가 2008년 12월 확정한 무선 고속 데이터 패킷 접속규격인 Release 8을 기반으로 하고 있으며, 핵심기술인 OFDM과 MIMO를 이용하여 HSDPA보다 12배 이상 빠른 속도로 통신할 수 있다. 다운로드 속도는 최대 173Mbps이다.(2x2 MIMO 기준)
LTE는 휴대전화 네트워크의 용량과 속도를 증가시키기 위해 고안된 4세대 무선 기술(4G)을 향한 한 단계이다. 현재 이동통신의 세대가 전체적으로 3G(3세대)라고 알려진 곳에서, LTE는 4G로 마케팅된다. 표준화 기구가 설정한 규격과 비교하여 LTE는 IMT 어드밴스 4G 요구사항을 완벽하게 만족시키지 못하기 때문에 3.9G이다. 미국의 버라이즌 와이어리스와 AT&T 모빌리티 그리고 몇몇 세계적 통신사는 2009년 시작되는 네트워크의 LTE 변경 계획을 발표했다.
특히 대한민국의 경우 2013년 9월부로 KT, SK 텔레콤, LG U+ 3개 통신사가 모두 전국에 LTE를 서비스하고 있다.
2009년 12월 14일 스웨덴 스톡홀름과 노르웨이 오슬로에서 텔리아소네라(TeliaSonera) 사업자에 의해 최초로 상용서비스를 시작했다.

## 개요
LTE 표준은 100Mbps의 하향링크 최고 속도, 50Mbps의 상향링크 최고 속도, 10ms 이하의 RAN(Radio access network) round-trip time을 제공한다. 또한 반송파 대역폭을 1.4MHz에서 20MHz까지 조정이 가능하며, TDD와 FDD를 이용한 전이중통신을 지원한다.
LTE 표준의 일부는 SAE(System Architecture Evolution)이라고 불리며, 이는 GPRS 코어 네트워크를 대체하고 과거의 시스템이나 GPRS, WiMAX와 같은 비-3GPP 시스템 사이에서의 이동성을 보장하기 위해 설계된 플랫 IP 기반 네트워크 아키텍처이다.
LTE의 주요 이점은 높은 처리량, 낮은 지연 시간, 플러그 앤 플레이, 같은 플랫폼에서 FDD와 TDD를 사용할 수 있다는 점, 향상된 end-user experience, 단순한 아키텍처, 그로 인한 낮은 운영비이다. LTE는 또한 GSM/EDGE, cdmaOne, UMTS/HDPA, CDMA2000와 같은 구형 네트워크 기지국으로의 원활한 이동을 지원한다. LTE의 다음 단계는 LTE 어드밴스드(LTE Advanced)이며, 현재 3GPP Release 10에서 표준화가 진행 중이다.

## 현재 상황
표준의 대부분은 3G UMTS를 4G 이동통신 기술로 개선하는 것이며, 4G는 근본적으로 상위에 향상된 멀티미디어 서비스를 갖는 이동 광대역 통신기술이다.
표준은 아래와 같다.
- 4x4 안테나의 경우 326.4 Mbit/s, 2x2 안테나의 경우 172.8 Mbit/s의 최대 하향속도(20MHz 대역폭 기준).[5]
- 단일 안테나의 경우 대역폭 20MHz당 86.4Mbit/s의 상향속도[5]
- 음성 중심 클래스부터 최대 전송률을 지원하는 하이엔드 터미널까지 5개의 클래스가 정의됨
- 매 5MHz 셀마다 최소 200명의 활성 유저 지원(구체적으로, 200개의 활성 데이터 클라이언트)
- Small IP 패킷에 대해 Sub-5 ms의 지연
- 향상된 스펙트럼 유연성. 이는 1.4MHz부터 20MHz까지의 스펙트럼 슬라이스를 지원한다.(W-CDMA는 5Mhz 슬라이스가 필요하였고, 5MHz가 보통의 스펙트럼 할당량인 국가에서 기술의 롤-아웃 문제로 이어졌다. 이는 GSM과 IS-95와 같은 과거의 표준에서 자주 사용되었던 대역폭이다.) 대역폭을 5MHz로 제한하면 핸드셋 당 대역폭도 제한된다.
- 교외지역에서 사용되는 900MHz 주파수 대역에서는, 5km의 최적 셀 크기와 적정 성능(reasonable performance)하에서 30km의 셀 크기를 지원하며, 허용 성능(acceptable performance)하에서는 100km의 셀 크기를 지원한다. 도심지역에서는 고속 모바일 광대역 통신을 지원하기 위해 더 높은 주파수 대역(EU에서는 2.6GHz)이 사용된다. 이 경우, 셀 크기는 1km 이하이다.
- 이동성 지원이 탁월하다. 사용되는 주파수 대역[6]에 따라서, 350km/h 또는 500km/h에서도 고성능 모바일 데이터 전송이 가능하다.
- 기존의 시스템과의 공존 가능 (사용자는 데이터 전송을 시작하고 커버리지를 벗어나면, 추가 조작없이 GSM/GPRS, W-CDMA 기반 UMTS, 심지어 cdmaOne, CDMA2000과 같은 3GPP2 네트워크를 사용하여 동작을 계속할 수 있다.)
- MBSFN(Multicast broadcast single frequency network)을 지원. 이 기능은 LTE 기반 모바일 TV와 같은 서비스를 지원하며, 이는 DVB-H 기반 TV 방송의 경쟁 서비스이다.

표준 기술의 많은 부분이 시스템 아키텍처를 단순화하는 데에 초점이 맞춰져 있다. 예를 들면 기존의 UMTS 서킷 + 패킷 스위칭 결합 네트워크에서 all IP 플랫 아키텍처 시스템으로 전이되고 있다.

## LTE-TDD와 LTE-FDD
LTE-TDD(Long-Term Evolution Time-Division Duplex) 또는 TDD LTE는 4G 통신 기술이자 표준으로 차이나 모바일, 다탕 텔레콤, 화웨이, ZTE, 노키아 솔루션스 앤드 네트웍스, 퀄컴, 삼성, ST-에릭슨 등 국제 기업 연합체에 의해 공동 개발되었다. 이는 LTE 기술 표준의 2개의 모바일 데이터 전송 기술 가운데 하나인데, 다른 하나는 LTE-FDD(Long-Term Evolution Frequency-Division Duplex)이다.
일부 기업들이 LTE-TDD를 TD-SCDMA와의 친근함을 이유로 "TD-LTE"로 부르기도 하지만, 3GPP 사양 그 어느 곳에서도 해당 두문자어에 대한 참조는 존재하지 않는다.

## 기술
- 주파수 대역폭

1.4, 3, 5, 10, 15, 20MHz에서 선택 (최대 20MHz)
- 데이터 변조 방식

QPSK, 16QAM, 64QAM, 256QAM 중 하나 (순방향 64QAM 옵션)
- 다중화 방식

FDD의 경우 OFDMA (순방향) / SC - FDMA (역방향)
위에서는 단일 반송파를 사용 SC - FDMA를 채용하여 전력 소비량 및 PAPR(Peak to Average Power Ratio)감소를 고려했다.
- 전이중 모드

FDD 또는 TDD
- 경로 다중화

(기지국 안테나 × 단말기 안테나) 1 × 2, 2 × 2, 4 × 2, 4 × 4 MIMO.

## All IP 네트워크
차세대 네트워크는 인터넷 프로토콜(IP)를 기반으로 한다. NGMN(Next Generation Mobile Networks Alliance)를 보면 그 예를 볼 수 있다.
2004년, 3GPP는 IP를 미래의 차세대 네트워크로 제안하고 All IP 망(AIPN)의 타당성 조사를 시작했다. 제안서는 3GPP Release 7(2005)을 추천했으며, 이는 LTE와 같은 상위 계층 OSI 모델 프로토콜의 기반이다. 인터넷 프로토콜(IP)는 OSI 모델 계층 3(네트워크 레이어) 프로토콜이다. 이러한 추천은 SAE(3GPP System Architecture Evolution)의 일부이다. 그러나 All IP 네트워크의 어떤 측면은 release 4에 이미 규정되어 있었다.

## 주파수 대와 채널 대역폭 목록
| E-UTRA 운영 주파수 대 | 업링크 운영 주파수 대 BS 수신 UE 송신 (MHz) | 다운링크 운영 주파수 대 BS 송신 UE 수신 (MHz) | 모드 | 채널 대역폭 (MHz)     | 통칭                                                                  | 주파수 대역 (MHz) | 링크간 간격 (MHz) |
| --------------------- | ------------------------------------------- | --------------------------------------------- | ---- | --------------------- | --------------------------------------------------------------------- | ----------------- | ----------------- |
| 1                     | 1920 ~ 1980                                 | 2110 ~ 2170                                   | FDD  | 5, 10, 15, 20         | IMT                                                                   | 2100              | 190               |
| 2                     | 1850 ~ 1910                                 | 1930 ~ 1990                                   | FDD  | 1.4, 3, 5, 10, 15, 20 | PCS                                                                   | 1900              | 80                |
| 3                     | 1710 ~ 1785                                 | 1805 ~ 1880                                   | FDD  | 1.4, 3, 5, 10, 15, 20 | DCS                                                                   | 1800              | 95                |
| 4                     | 1710 ~ 1755                                 | 2110 ~ 2155                                   | FDD  | 1.4, 3, 5, 10, 15, 20 | AWS (AWS-1)                                                           | 1700              | 400               |
| 5                     | 824 ~ 849                                   | 869 ~ 894                                     | FDD  | 1.4, 3, 5, 10         | CLR                                                                   | 850               | 45                |
| 6                     | 830 ~ 840                                   | 875 ~ 885                                     | FDD  | 5, 10                 | UMTS 800(19번으로 대체)                                               | 850               | 45                |
| 7                     | 2500 ~ 2570                                 | 2620 ~ 2690                                   | FDD  | 5, 10, 15, 20         | IMT-E                                                                 | 2600              | 120               |
| 8                     | 880 ~ 915                                   | 925 ~ 960                                     | FDD  | 1.4, 3, 5, 10         | GSM                                                                   | 900               | 45                |
| 9                     | 1749.9 ~ 1784.9                             | 1844.9 ~ 1879.9                               | FDD  | 5, 10, 15, 20         | UMTS 1700 / Japan DCS (subset of band 3)                              | 1800              | 95                |
| 10                    | 1710 ~ 1770                                 | 2110 ~ 2170                                   | FDD  | 5, 10, 15, 20         | Extended AWS (superset of band 4)                                     | 1700              | 400               |
| 11                    | 1427.9 ~ 1447.9                             | 1475.9 ~ 1495.9                               | FDD  | 5, 10                 | Lower PDC                                                             | 1500              | 48                |
| 12                    | 699 ~ 716                                   | 729 ~ 746                                     | FDD  | 1.4, 3, 5, 10         | lower SMH blocks A/B/C                                                | 700               | 30                |
| 13                    | 777 ~ 787                                   | 746 ~ 756                                     | FDD  | 5, 10                 | upper SMH block C                                                     | 700               | -31               |
| 14                    | 788 ~ 798                                   | 758 ~ 768                                     | FDD  | 5, 10                 | upper SMH block D                                                     | 700               | -30               |
| 15                    | 900 ~ 192                                   | 2600 ~ 2620                                   | FDD  | 5, 10                 | 보류                                                                  |                   | 700               |
| 16                    | 2010 – 2025                                 | 2585 – 2600                                   | FDD  | 5, 10, 15             | 보류                                                                  |                   | 575               |
| 17                    | 704 ~ 716                                   | 734 ~ 746                                     | FDD  | 5, 10                 | lower SMH block B/C (subset of band 12)                               | 700               | 30                |
| 18                    | 815 ~ 830                                   | 860 ~ 875                                     | FDD  | 5, 10, 15             | Japan lower 800                                                       | 850               | 45                |
| 19                    | 830 ~ 845                                   | 875 ~ 890                                     | FDD  | 5, 10, 15             | Japan upper 800                                                       | 850               | 45                |
| 20                    | 832 ~ 862                                   | 791 ~ 821                                     | FDD  | 5, 10, 15, 20         | EU's Digital Dividend                                                 | 800               | -41               |
| 21                    | 1447.9 ~ 1462.9                             | 1495.9 ~ 1510.9                               | FDD  | 5, 10, 15             | Upper PDC                                                             | 1500              | 48                |
| 22                    | 3410 ~ 3490                                 | 3510 ~ 3590                                   | FDD  | 5, 10, 15, 20         |                                                                       | 3500              | 100               |
| 23                    | 2000 ~ 2020                                 | 2180 ~ 2200                                   | FDD  | 1.4, 3, 5, 10, 20     | S-Band (a/k/a AWS-4)                                                  | 2000              | 180               |
| 24                    | 1626.5 ~ 1660.5                             | 1525 ~ 1559                                   | FDD  | 5, 10                 | L-Band                                                                | 1600              | -101.5            |
| 25                    | 1850 ~ 1915                                 | 1930 ~ 1995                                   | FDD  | 1.4, 3, 5, 10, 15, 20 | Extended PCS (superset of band 2)                                     | 1900              | 80                |
| 26                    | 814 ~ 849                                   | 859 ~ 894                                     | FDD  | 1.4, 3, 5, 10, 15     | Extended CLR (superset of bands 5, 6, 18 and 19)                      | 850               | 45                |
| 27                    | 807 ~ 824                                   | 851 ~ 869                                     | FDD  | 1.4, 3, 5, 10         | SMR (adjacent to band 5)                                              | 850               | 45                |
| 28                    | 703 ~ 748                                   | 758 ~ 803                                     | FDD  | 3, 5, 10, 15, 20      | APAC                                                                  | 700               | 55                |
| 29                    | 해당 없음                                   | 717 ~ 728                                     | FDD  |                       | Lower SMH blocks D/E (Carrier Aggregation with band 2, 4, or 23 only) | 700               | 해당 없음         |
| 30                    | 2305 ~ 2315                                 | 2350 ~ 2360                                   | FDD  | 5, 10                 | WCS blocks A/B                                                        | 2300              | 45                |
| 미할당                | 해당 없음                                   | 1452 ~ 1496                                   | FDD  |                       | (Carrier Aggregation with band 20 only)                               | 1400              | 해당 없음         |
| 미할당                | 1915 ~ 1920                                 | 1995 ~ 2000                                   | FDD  |                       | AWS-2 (EPCS Block H) (adjacent to band 25)                            | 1900              | 80                |
| 미할당                | 1755 ~ 1780                                 | 2155 ~ 2180                                   | FDD  |                       | AWS-3 (adjacent to band 4)                                            | 1700              | 400               |
| 연구용                | 1980 ~ 2010                                 | 2170 ~ 2200                                   | FDD  |                       | MSS (adjacent to band 1)                                              | 2100              | 190               |
| 33                    | 1900 ~ 1920                                 | 1900 ~ 1920                                   | TDD  | 5, 10, 15, 20         | Pre-IMT (subset of band 39)                                           | 2100              | 해당 없음         |
| 34                    | 2010 ~ 2025                                 | 2010 ~ 2025                                   | TDD  | 5, 10, 15             | IMT                                                                   | 2100              | 해당 없음         |
| 35                    | 1850 ~ 1910                                 | 1850 ~ 1910                                   | TDD  | 1.4, 3, 5, 10, 15, 20 | PCS uplink                                                            | 1900              | 해당 없음         |
| 36                    | 1930 ~ 1990                                 | 1930 ~ 1990                                   | TDD  | 1.4, 3, 5, 10, 15, 20 | PCS downlink                                                          | 1900              | 해당 없음         |
| 37                    | 1910 ~ 1930                                 | 1910 ~ 1930                                   | TDD  | 5, 10, 15, 20         | PCS (Duplex spacing)                                                  | 1900              | 해당 없음         |
| 38                    | 2570 ~ 2620                                 | 2570 ~ 2620                                   | TDD  | 5, 10, 15, 20         | IMT-E (Duplex Spacing) (subset of band 41)                            | 2600              | 해당 없음         |
| 39                    | 1880 ~ 1920                                 | 1880 ~ 1920                                   | TDD  | 5, 10, 15, 20         | DCS-IMT gap                                                           | 1900              | 해당 없음         |
| 40                    | 2300 ~ 2400                                 | 2300 ~ 2400                                   | TDD  | 5, 10, 15, 20         |                                                                       | 2300              | 해당 없음         |
| 41                    | 2496 ~ 2690                                 | 2496 ~ 2690                                   | TDD  | 5, 10, 15, 20         | BRS/EBS                                                               | 2500              | 해당 없음         |
| 42                    | 3400 ~ 3600                                 | 3400 ~ 3600                                   | TDD  | 5, 10, 15, 20         |                                                                       | 3500              | 해당 없음         |
| 43                    | 3600 ~ 3800                                 | 3600 ~ 3800                                   | TDD  | 5, 10, 15, 20         |                                                                       | 3700              | 해당 없음         |
| 44                    | 703 ~ 803                                   | 703 ~ 803                                     | TDD  | 3, 5, 10, 15, 20      | APAC                                                                  | 700               | 해당 없음         |

## 같이 보기
- LTE 어드밴스트
- 4G LTE 침투율에 따른 나라 목록